# تاسیتوس در مورد عیسی

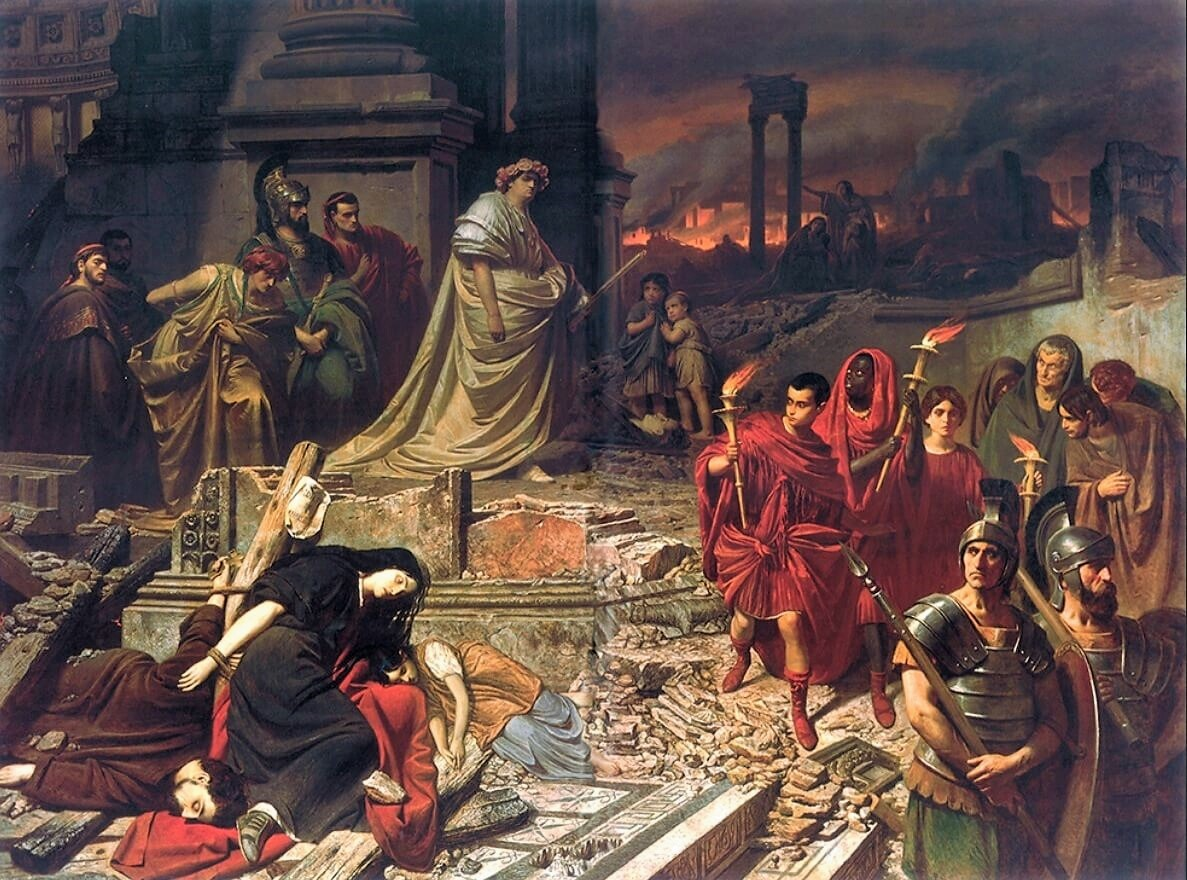
آتش رم، اثر کارل فون پیلوتی، ۱۸۶۱. به گفته تاسیتوس، نرون مسیحیان را به عنوان مسئول آتش‌سوزی هدف قرار داد.

تاسیتوس در مورد عیسی (انگلیسی: Tacitus on Jesus) اشاره به مطالبی دارد که مورخ و سناتور در سنای روم تاسیتوس (تاریخ‌نگار) به عیسی، تصلیب عیسی توسط پونتیوس پیلاطس و وجود مسیحیان اولیه در اثر پایانی خود، سالنامه (تاسیتوس) (نوشته شده حدود ۱۱۶ پس از میلاد)، کتاب ۱۵، فصل ۴۴ آورده‌است.